# Sikukia
Sikukia és un gènere de peixos de la família dels ciprínids i de l'ordre dels cipriniformes.

## Taxonomia
- Sikukia flavicaudata (Chu & Chen, 1987)[2]
- Sikukia gudgeri (Smith, 1934)[3]
- Sikukia longibarbata (Li, Chen, Yang & Chen, 1998)[4]
- Sikukia stejnegeri (Smith, 1931)[5][6][7][8][9]